# Усманов, Фуркат Дильшодович
Фуркат Дильшодович Усманов (узб. Usmonov, Furqat Dilshodovich; род. 13 октября 1991 года) — узбекский режиссёр, сценарист, продюсер, документалист. Руководитель Центра развития национальной кинематографии Узбекистана. Исполнительный директор Ташкентского международного кинофестиваля «Жемчужина Шелкового пути».

## Биография и творчество
Фуркат Усманов родился 13 октября 1991 года в Самарканде. Воспитывался бабушкой и дедушкой, которые умерли, когда Фуркату было 11 лет. В 12 лет потерял отца. В 13 лет увлекся написанием стихотворений и монологов. В 14 лет создал первые эскизы и сценарии к короткометражным фильмам в детективном жанре. Позже писал стихи к музыкальным произведениям местных исполнителей. Первый документальный фильм, снятый при участии Усманова, — «Спутницы жизни Амира Темура» — вышел на экраны в 2017 году. В 2019 году при участии блогера Нурбека Алимова перевел на узбекский язык и стал официальным узбекским голосом проекта Яна Артюса-Бертрана и Люка Бессона «Дом».
В январе 2022 года Усманов был назначен директором ГУП «Студия документальных и хроникальных фильмов» при Агентстве кинематографии Узбекистана. В рамках указов и решений президента страны Шавката Мирзиёева при нём был подготовлен ряд пропагандистских фильмов на историческую и социальную тематику, показанных на федеральных узбекских телеканалах, в том числе фильм о паралимпийцах «Матонат мактаби» («Школа упорства»), «Инсон» («Человек»), серия картин «Халк юраги» («Душа народа»), совместный с российским журналистом Павлом Селиным документальный фильм «На новом Шелковом пути»., показанный также на российском телеканале «Культура» Все это время Усманов боролся с онкологическим заболеванием. Был включен в список узбекистанцев, которые «вызвали гордость у соотечественников» в 2022 году. Сам Усманов заявляет, что снимает художественно-документальное кино., говорит о свободе слова, о политике открытости и милосердии. Кинодраматург Шоим Бутаев называет работы Усманова «арт-терапией» и «отражением суждения молодых людей, входящих в искусство».
В июне 2023 года Фуркат Усманов возглавил Центр развития национальной кинематографии Узбекистана, а также стал исполнительным директором Ташкентского международного кинофестиваля. Входит в состав жюри кинофестиваля тюркского мира ТЮРКСОЙ Korkut-Ata Film Festival. В мае 2024 года руководил работой узбекского павильона на 77-м Каннском кинофестивале.

### «Халк юраги» («Душа народа»)
В 2020 году Мирзиёев на церемонии открытия Аллеи литераторов в Ташкенте поручил подготовить цикл из 24 документальных фильмов о поэтах и писателях Узбекистана. Одним из сценаристов проекта стал Фуркат Усманов, который написал сценарий для фильма «Халк юраги», предисловия серии, а также для документальных фильмов, посвященных Алишеру Навои и Абдулле Арипову. В рецензии Шохруха Абдурасулова к фильмам о Навои и Арипове говорится, что если перед авторами серии стояла цель познакомить народ, в частности молодежь, с национальной историей и культурой, то она достигнута. Презентация и премьера фильма состоялась на Аллее литераторов в 2021 году. Впоследствии фильмы серии транслировались по федеральным телеканалам в честь Дня независимости республики и Навруза

### «Инсон» («Человек»)
21 марта 2022 года в честь праздника Навруз сразу на пяти федеральных телеканалах Узбекистана состоялась премьера авторской серии документальных фильмов Фурката Усманова «Инсон» («Человек»), посвященных обычным людям. Усманов выступил режиссёром, сценаристом и продюсером фильма. Серия состоит из двух глав, каждая из которых состоит из пяти частей. В качестве героев были выбраны обычные узбекистанцы — освещающие проблемы блогеры, сотрудники скорой помощи, люди, пострадавшие во время пандемии COVID-19, врачи, солдаты, женщины и дети, вывезенные из Сирии в ходе операции «Мехр». Искусствовед и кинокритик Шохрух Абдурасулов считает, что такие фильмы приобретают ценность благодаря актуальным вопросам, которые становятся болезненной проблемой для современного общества Узбекистана, глобальных проблем, ожидающих своего решения. Искусствовед Икбол Кушшаева пишет, что Усманов несмотря на пропагандистскую идею и госзаказ в своем фильме ставит на первое место человека, а не идею, что, по её мнению, показывает умение режиссёра выставлять границы и «идти к социальной реальности через сердце персонажа»
Картина была показана в Турции на кинофестивале Korkut Ata Film Festival-2022 в Бурсе, где стала лауреатом премии «Лучший документальный фильм». В 2023 году премьера фильма состоялась в России в рамках XXXII международного кинофорума «Золотой Витязь» в Грозном. Картина удостоилась Специального диплома кинофорума.

### «Абдулла Арипов» (х/ф)
В 2022 году в США начались съемки художественного фильма о политическом деятеле, поэте и авторе слов гимна Узбекистана Абдулле Арипове. К написанию сценария привлекли и Фурката Усманова, который готовил сценарий для документального фильма об Арипове двумя годами ранее. Кинолента снималась в США и Узбекистане. Премьера фильма была приурочена к Дню независимости Узбекистана и состоялась в Доме кино Ташкента в 1 сентября 2023 года. В октябре того же года фильм был показан в Шуше на Korkut Ata Film Festival-2023. Картина получила приз за лучший сценарий. В декабре того же года фильм получил «Приз зрительских симпатий» на национальном кинофестивале «Олтин Хумо». В феврале 2024 года "Абдулла Орипов был включен в программу 42-го кинофестиваля «Фаджр» в Иране.. В рецензии к фильму искусствовед Икбол Кушшаева в целом дает позитивную оценку киноленте, но отмечает, что феномен поэта в картине не выходит за пределы Узбекистана: «Узбекское кино по-прежнему не хочет освобождаться от постколониального мышления»

### «Сияние звезд: Джами и Навои»
В 2021 году президенты Узбекистана и Таджикистана инициировали создание совместного кинофильма об Алишер Навои и Джами. В 2022 году Агентство кинематографии Узбекистана и «Таджикфильм» утвердили концепцию киноленты. С узбекской стороны режиссёром и сосценаристом стал Фуркат Усманов. В апреле 2022 года Люк Бессон выразил желание принять участие в создании фильма. По словам Усманова, Бессон заявил, что хочет работать с молодыми режиссёрами Узбекистана и Таджикистана, и выступит консультантом проекта. Презентация проекта состоялась в сентябре 2022 года на церемонии подписания меморандума о сотрудничестве между Агентством кинематографии Узбекистана и «Таджикфильмом» в ходе Ташкентского международного кинофестиваля. Презентовал проект Люк Бессон, а также Арманд Ассанте. Как отметил Бессон, он доволен участием в проекте, который повествует «о поэтах, остановивших войну» и рад сотрудничеству с молодыми режиссёрами, в том числе и Усмановым. В сентябре 2024 года в Душанбе начались видеопробы актёров на роли в фильме.

## Фильмография

### Режиссёр
- «The Global TIIAME»
- «Самарканд в эпоху Романовых»
- «Алишер Навои»
- «Абдулла Арипов» (д/ф)
- «Инсон» («Человек»)
- «Мустаҳкам» («Силач»)
- «Муқаддас бурч» («Священный угол»)
- «Адолат манзили» («Дом правосудия»)
- «Сияние звезд: Джами и Навои»

### Сценарист
- «Спутницы жизни Амира Тимура»
- «Самарканд в эпоху Романовых»
- «The Global TIIAME»
- «Халқ юраги» («Душа народа»)
- "Алишер Навои
- «Абдулла Арипов» (д/ф)
- «Бир кунлик тўй» («Свадьба за день»)
- «Человек»
- «Силач»
- «Священный угол»
- «Дом правосудия»
- «Виждон саратони» («Рак совести»)
- «Ҳамкорлик санъати» («Искусство сотрудничества»)
- «Абдулла Арипов» (х/ф)
- «Сияние звезд: Джами и Навои»

### Продюсер
- «Человек»
- «Рак совести»
- «Искусство сотрудничества»
- «На новом Шелковом пути»
- «Умар Камолиддин Саййид Шамсиддин»
- «Абдулла Арипов» (х/ф)
- «Вы чьё, старичьё?»

### Озвучка
- «Дом» (официальный голос фильма на узбекском языке)

## Награды
2021 — Премия «Uzbekistan Media Award-2021» (за лучший медиапроект, посвященный 30-летию независимости Узбекистана)
2022 — Гран-при кинофестиваля «Коркут-Ата» за «лучший документальный фильм» (фильм «Инсон»(«Человек»))
2022 — Государственная премия «Энг улуг, энг азиз» (за заслуги в распространение литературного наследия узбекского народа, прославлении жизни и творчества наших великих предков посредством кинопроизведений, за авторскую работу в документальных фильмах «Сердце народа», «Алишер Навои», «Рак совести» и «Человек»)
2023 — Специальный диплом Международного кинофорума «Золотой Витязь» (фильм «Человек»)
2023 — Приз за «Лучший сценарий» кинофестиваля «Коркут-Ата» (х/ф «Абдулла Арипов»)
2023 — Приз зрительских симпатий национального кинофестиваля «Олтин Хумо» (х/ф «Абдулла Арипов»)
2024 — Приз «Лучший фильм» XII Международного кинофестиваля короткометражных фильмов стран СНГ, Балтии и Грузии («Вы чьё, старичьё?»)
2024 — Диплом "Лучшая операторская работа «Евразия. DOC» («Вы чьё, старичьё?»)

## Государственные награды
2021 — Нагрудный знак «30 лет Независимости Узбекистана»